# Laurent Courau
Pour les articles homonymes, voir Courau.
Laurent Courau (né le 21 novembre 1968 à Paris) est un journaliste, écrivain, essayiste et réalisateur français.

## Biographie
Après une enfance nomade passée à l'étranger (Rome, Maroc, Libye, Inde), Laurent Courau s'implique dans la scène alternative et punk parisienne de la seconde moitié des années 1980. Il collabore avec le label Squale Records, fondé par un membre des Garçons Bouchers, puis s'implique dans la sonorisation de concerts.
À la fin des années 1980, il rejoint l'association loi de 1901 l'Elastic Crew Enterprize qui organise de nombreux concerts de hardcore-punk en région parisienne, dont les premières apparitions en France de Fugazi, NoMeansNo, Youth of Today, Gorilla Biscuits, The Vandals et Godflesh.
Après un service civil, en tant qu’objecteur de conscience affecté au département audiovisuel de l'École Nationale Supérieure d'Architecture de Paris La Villette, Laurent Courau déménage à Athènes où il participe, en qualité de premier assistant, au septième film du réalisateur grec Dimítris Kollátos.
À son retour en France, en 1993, il réalise de nombreuses publicités télévisuelles pour les artistes du label Geffen Records, dont Beck Hansen, Nirvana (groupe), Aerosmith ou Slash's Snakepit. Le groupe Oneyed Jack fait appel à lui pour la réalisation de son vidéo-clip Le Pouvoir.
Dans les années 90, Laurent Courau débusque les revues Mondo 2000 et les premiers Wired  dans le capharnaüm de la mythique librairie Un Regard Moderne et découvre la cyberculture . En 1995, il lance La Spirale, l’un des premiers webmagazines culturels français, toujours en activité. Sa focalisation première sur le cyberpunk laissera place au fil des années à une exploration plus large des contre-cultures, de la culture urbaine et des mouvements artistiques ou sociaux en marge à travers le monde.
Laurent Courau a parallèlement collaboré avec de nombreux médias français, comme étrangers, tels que Le Monde, Arte, Jimmy (chaîne de télévision), Radio Nova, Libération, Computer Arts, Technikart, et plus récemment Chro’, anciennement Chronic'art.
En 2004, il publie son premier livre, Mutations pop & crash culture, dans la collection Les Incorrects, dirigée par Yves Michaud aux éditions du Rouergue. Cette anthologie couvre la première décennie d'existence du site LaSpirale.org au travers d’une quarantaine d’entretiens. Aujourd’hui épuisé, l’ouvrage se revend à prix d’or entre initiés.
En 2006, il publie Vampyres, dans la collection Pop Culture, dirigée par Laurent Chollet aux éditions Flammarion. Ce livre est à la fois un récit d'aventures en mode Journalisme gonzo, mais aussi une réflexion sur les marges du millénaire naissant, une étude sur le vampirisme à travers l’histoire comme la fiction, et une collection de témoignages inédits.
2007, sortie du film Vampyres, when fiction goes beyond reality un long-métrage documentaire produit par Avalanche Productions, diffusé sur CanalSat, distribué en France par Le Chat qui fume et à l’international (Australie, Nouvelle-Zélande, Russie, Allemagne, Royaume-Uni) par Visual Factory.
D'abord un reportage sur Tracks de 9 minutes diffusé sur Arte en février 2003, il donnera lieu à un long-métrage documentaire filmé à New-York (dans les quartiers de Spanish Harlem et Jamaica Queens), la Nouvelle-Orléans, Paris, Venise, Amsterdam et Osaka, entre février 2003 et novembre 2007.
Laurent a rejoint en 2009 l’équipe de La Demeure du Chaos, où il vient de terminer Les Sources Occultes, une web-série et un long-métrage de fiction fantastique, coécrits avec l’artiste et homme d’affaires Thierry Ehrmann. Le film est présenté en première mondiale le 11 septembre 2019, à la XXVeme édition de l'Etrange Festival.
En 2018, il participe à l’ouvrage dirigé par Stéphane François, Un XXIe siècle irrationnel ? Analyses pluridisciplinaires des pensées « alternatives », publié aux CNRS Éditions.

## Publications

### Livres
- Laurent Courau, Mutations pop & crash culture, Editions du Rouergue, 2004, 396 p. (ISBN 978-2-84156-521-4)
- Laurent Courau, Vampyres : Quand la réalité dépasse la fiction, Flammarion, 2006, 324 p. (ISBN 978-2-08-068953-5, présentation en ligne)
- Laurent Courau, Twilight secret : Le phénomène de A à Z, Monaco/Paris, Editions du Rocher, 2009, 263 p. (ISBN 978-2-268-06864-0, présentation en ligne)

### Ouvrages collectifs
- Stéphane François, Un XXIe siècle irrationnel ? : analyses pluridisciplinaires des pensées alternatives, Paris, CNRS éditions, 2018, 248 p. (ISBN 978-2-271-11828-8, présentation en ligne)

## Filmographie
- 2007 : Vampyres, when fiction goes beyond reality, long-métrage documentaire produit par Avalanche Productions.
- 2019 : Les Sources Occultes, long-métrage de fiction produit par The Abode of Chaos, Server Group et The Organ Museum.